# ドチヌラド
ドチヌラド（英: Dotinurad、開発コードFYU-981）は、痛風、高尿酸血症の治療薬として持田製薬と富士薬品が共同開発した、尿酸再吸収の抑制による血中尿酸低下作用を持つ新規の薬剤で、選択的尿酸再吸収阻害薬（SURI; 英: Selective urate reabsorption inhibitor）、尿酸排泄促進薬に分類される。日本でユリス（英: URECE）として2020年1月に承認された。2019年10月現在、海外では開発されていない。

## 作用機序
腎臓における尿酸の再吸収に関与するトランスポーターであるURAT1を選択的に阻害する。糸球体でろ過された尿酸が近位尿細管で再吸収されるのを抑制し、尿中への排泄を促進した結果、血中尿酸値を低下させる。

高尿酸血症治療薬は、先行薬で市場売上トップのフェブリク（フェブキソスタット）が含まれる尿酸生成抑制薬、ユリノーム（ベンズブロマロン）などで構成する尿酸排泄促進薬に大別される。このうち尿酸排泄促進薬では重篤な肝障害が認められるが、ドチヌラドは、肝障害の原因と考えられるミトコンドリア毒性やCYP2C9阻害による薬物相互作用の少ない薬剤を目指して開発された。肝機能障害患者に投与する際は「慎重な経過観察を行うこと」としている。

## 禁忌
本剤の成分に対し過敏症の既往歴のある患者。

## 副作用
重大な副作用として添付文書に記載されているものは、ない。
- 頻度5%以上 - 痛風関節炎
- 頻度1%以上5%未満 - 関節炎、四肢不快感

## 評価
再審査期間は8年である。

## 販売
- 製造販売元 - 株式会社富士薬品
- 販売 - 持田製薬株式会社